# Cicindela wickhami
Cicindela wickhami är en skalbaggsart som beskrevs av Walther Hermann Richard Horn 1903. Cicindela wickhami ingår i släktet Cicindela och familjen jordlöpare. Inga underarter finns listade i Catalogue of Life.